# Lustre (Musikprojekt)
Lustre ist ein Black-Metal-Soloprojekt des schwedischen Musikers Nachtzeit.

## Stil
blizzard vom NecroWeb Magazin zufolge hat „[d]er Konsum von Burzum“ bei Nachtzeit „definitiv seine Spuren hinterlassen“, wobei Filosofem „der ausschlaggebende Punkt war“. Entsprechend seien die beiden Stücke auf Serenity „von recht depressiver Natur. Schnelligkeit ist bei Lustre ein Fremdwort.“ Seinen Rezensionen zu Lost in Lustrous Night Skies und Wonder zufolge klingt das Material vorhersehbar; es sei nicht schlecht, „doch der gewohnte Aufbau zeigt das hinlänglich bekannte Muster nur zu gut auf, welches sich immer zu wiederholen scheint und in fast schon erschreckender Art und Weise auf Ausbrüche oder Überraschungen verzichtet.“ Neben Burzum nennt er als vergleichbare Bands Summoning, Brocken Moon und Sieghetnar.

## Diskografie
- Serenity (EP, 2008)
- Welcome Winter (EP, 2009)
- Of Strength and Solace (EP, 2012)
- Neath the Black Veil (Kassette, 2009)
- Night Spirit (Album, 2009)
- A Glimpse of Glory (Album, 2010)
- They Awoke to the Scent of Spring (Album, 2012)
- Lost in Lustrous Night Skies (Compilation, 2013)
- Wonder (Album, 2013)
- A Spark of Times of Old (EP, 2013)
- Vixerunt (Split, 2013)
- Through the Ocean to the Stars (Split, 2014)
- Neath Rock and Stone (Single, 2014)
- Phantom (EP, 2015)
- Blossom (Album, 2015)
- Nestle Within (Single, 2015)
- Still Innocence (Full-length, 2017)
- The First Snow  (Single, 2018)
- Another Time, Another Place (Chapter One) (Compilation, 2019)
- Another Time, Another Place (Chapter Two) (Compilation, 2019)
- The Ashes of Light (Album, 2020)
- A Thirst for Summer Rain (Album, 2022)

Diese wurden teilweise via Nordvis Produktion bzw. De Tenebrarum Principio veröffentlicht.